# Bruno Cabrera
Bruno Leonel Cabrera (La Plata, 28 de abril de 1997) es un futbolista argentino, que juega de defensor central. Se desempeña actualmente en Coquimbo Unido de la Primera División de Chile.

## Trayectoria
Producto de las divisiones inferiores de Estudiantes de La Plata, firmó su primer contrato como profesional el año 2018, para luego ser cedido al Círculo Deportivo entre 2019 y 2020. Luego, fue fichado por Barracas Central, en donde logró el ascenso a la Primera División en 2021.
Para la temporada 2022 tiene su primer experiencia en el extranjero, firmando por Nacional de la Primera División paraguaya. En diciembre de 2023, se anuncia su fichaje por Coquimbo Unido de la Primera División chilena.

## Estadísticas

### Clubes
| Club                        | Div.          | Temporada     | Liga  | Liga  | Copas nacionales(1) | Copas nacionales(1) | Copas internacionales(2) | Copas internacionales(2) | Total | Total |
| Club                        | Div.          | Temporada     | Part. | Goles | Part.               | Goles               | Part.                    | Goles                    | Part. | Goles |
| --------------------------- | ------------- | ------------- | ----- | ----- | ------------------- | ------------------- | ------------------------ | ------------------------ | ----- | ----- |
| Circulo Deportivo Argentina | 3.ª           | 2019-20       | 3     | 3     | 0                   | 0                   | -                        | -                        | 3     | 3     |
| Circulo Deportivo Argentina | Total club    | Total club    | 3     | 3     | 0                   | 0                   | -                        | -                        | 3     | 3     |
| Barracas Central Argentina  | 2.ª           | 2020-21       | 5     | 0     | 0                   | 0                   | -                        | -                        | 5     | 0     |
| Barracas Central Argentina  | 2.ª           | 2021          | 33    | 3     | 0                   | 0                   | -                        | -                        | 33    | 3     |
| Barracas Central Argentina  | Total club    | Total club    | 38    | 3     | 0                   | 0                   | -                        | -                        | 38    | 3     |
| Nacional PY Paraguay        | 1.ª           | 2022          | 25    | 0     | 1                   | 1                   | 2                        | 0                        | 28    | 1     |
| Nacional PY Paraguay        | Total club    | Total club    | 25    | 0     | 1                   | 1                   | 2                        | 0                        | 28    | 1     |
| Coquimbo Unido · Chile      | 1.ª           | 2023          | 6     | 1     | 0                   | 0                   | -                        | -                        | 6     | 1     |
| Coquimbo Unido · Chile      | 1.ª           | 2024          | 18    | 3     | 6                   | 0                   | 4                        | 0                        | 28    | 3     |
| Coquimbo Unido · Chile      | 1.ª           | 2025          | 13    | 3     | 6                   | 1                   | -                        | -                        | 19    | 4     |
| Coquimbo Unido · Chile      | Total club    | Total club    | 37    | 7     | 12                  | 1                   | 4                        | 0                        | 53    | 8     |
| Total carrera               | Total carrera | Total carrera | 103   | 13    | 13                  | 2                   | 6                        | 0                        | 122   | 15    |
|                             |               |               |       |       |                     |                     |                          |                          |       |       |